# TOPSS
TOPSS（Test Of Personal Styling Skills) とは、日本パーソナルスタイリング振興協会が実施するスタイリングに関する知識や技能を問うパーソナルスタイリング検定民間資格試験である。スコア式のため合否はない。「統一性ある評価基準・資格検定」を策定・実施することでパーソナルスタ イリング業界を確立することを目的としている検定。TOEFLの試験も取り扱っているプロメトリック社と提携し試験を運営している。
この能力測定試験が普及することにより、スタイリストの活躍の場が増え、消費者からの信頼を増やし、雇用の場が増えることを目指している。